# Östra Torsås kyrka
  Östra Torsås kyrka är en kyrkobyggnad i Ingelstad. Den är församlingskyrka i Ingelstads församling

## Kyrkobyggnaden
I likhet med många andra församlingar under 1800-talet  blev det även för  Östra Torsås  aktuellt att ersätta den gamla medeltida stenkyrkan med en ny kyrkobyggnad.   
1839 fattades beslut om att uppföra en ny kyrka.  Jacob Wilhelm Gerss  vid Överintendentsämbetet   svarade för uppgörande av ritningar. Kyrkan uppfördes 1847-49 på en ny kyrkplats, strax sydväst om den gamla kyrkan. De som anlitades att ta ansvaret för byggnadsarbetena var byggmästaren Sven Nilsson, Hermanstorp och murmästaren P Olsson, Uråsa. Kyrkan invigdes den 29 september 1852 av  Esaias Tegnérs  efterträdare biskop Christopher Isac Heurlin.
Kyrkobyggnaden  är byggd av sten, spritputsad och vitkalkad  i empirestil. Den består av ett rektangulärt långhus  med en rakslutande korvägg och en bakomliggande  sakristia. Tornet där huvudingången är belägen är  försett med ett tornur med fyra urtavlor infällda vid takfoten  och en fyrsidig  lanternin krönt av ett kors.
Kyrkorummet är av salkyrkotyp. De höga rundbågefönstren låter ljuset rikligt flöda in. Över rummet välver sig ett  tunnvalv som binder samman långhuset och koret. Vid 1896 års renovering tillkom takmålningarna och dekorer samt  altartavlan. Den ursprungliga altarprydnaden utgjordes av ett förgyllt kors. Inredningen är i övrigt till största delen bevarad.
Kyrkans orientering avviker från den första grundidéen i kyrkobyggnadskonsten där  koret alltid är förlagt  i öster och tornet  i väster.  Tornet är nämligen  beläget i söder medan kordelen  vetter mot norr.  Detta var inte alls ovanligt under 1800-talets nybyggnadsperiod att man avvek från den gamla byggnadstraditionen  eftersom  man såg mer till de praktiska förhållandena än de traditionella. Att orientera kyrkorna efter byggnadsplatsens förhållanden ansåg exempelvis biskop Esaias Tegnér som rationellt och vällovligt.

## Inventarier

### Från gamla kyrkan
- Processionskrucifix[3]
- Nummertavlor[4]
- Epitafier[5][6]
- Begravningsvapen[7]
- Rester av bänkinredning[8]

### Anskaffade för nya kyrkan
- Altartavlan utgörs av  en kopia utförd av Ludvig Frid 1878  efter  Fredric  Westins tavla i Kungsholms kyrka med motivet: ”Kristi uppståndelse”.
- Altaruppställningen som omger altartavlan består av två pilastrar krönt av en rundbåge med förgylld palmettdekor.
- Altarring, halvrund  med  svarvade balusterdockor.
- Dopfunt av snidat trä med fot i form av miniatyrpelare.
- En rundformad  predikstol  i empirestil med ljudtak. Korgens tre fält är prydd med symboler.
- Bänkinredning från kyrkans byggnadstid.
- Orgelläktare med utsvängt mittparti prydd med en gyllene lyra.

## Orglar
- Kyrkans orgel tillkom 1868 byggd av Carl August Johansson, Hovmantorp med fasad efter egen ritning. Orgeln hade 18 stämmor. Orgelverket byggdes om av H. Lindegren, Göteborg.
- 1973 byggdes en helt ny orgel av Olof Hammarberg, Göteborg. Orgeln är mekanisk. Fasaden är från 1868 års orgel.

| Huvudverk I      | Svällverk II      | Pedal           | Koppel |
| Principal 8´     | Gedakt 8´         | Subbas 16´      | I/P    |
| Dubbelgedackt 8´ | Fugara 8´         | Principalbas 8´ | II/P   |
| Oktava 4'´       | Flöjtprincipal 4´ | Oktavbas 4´     | II/I   |
| Tvärflöjt 4´     | Rörflöjt 4'       | Rauschpfeife IV |        |
| Oktava 2'        | Waldflöjt 2'      | Basun 16´       |        |
| Sesquialtera II  | Nasat 1 1/3'      |                 |        |
| Mixtur IV        | Scharf III        |                 |        |
| Trumpet 8'       | Skalmeja 8'       |                 |        |
|                  | Tremulant         |                 |        |
|                  | Crescendosvällare |                 |        |

- Kororgel som tidigare stod i Katedralskolan, Växjö.

## Bildgalleri

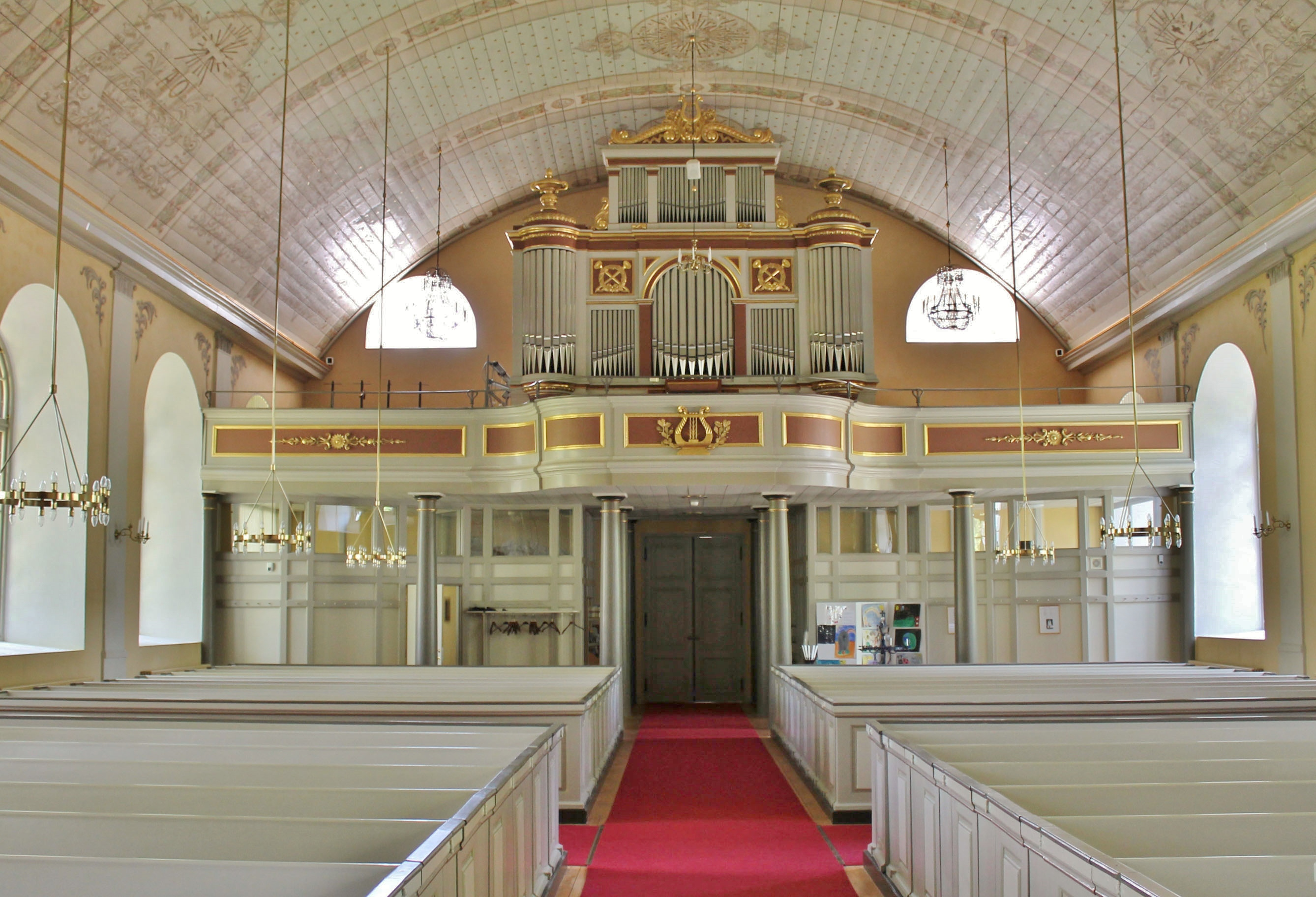
Kyrkorummet med orgelläktaren.
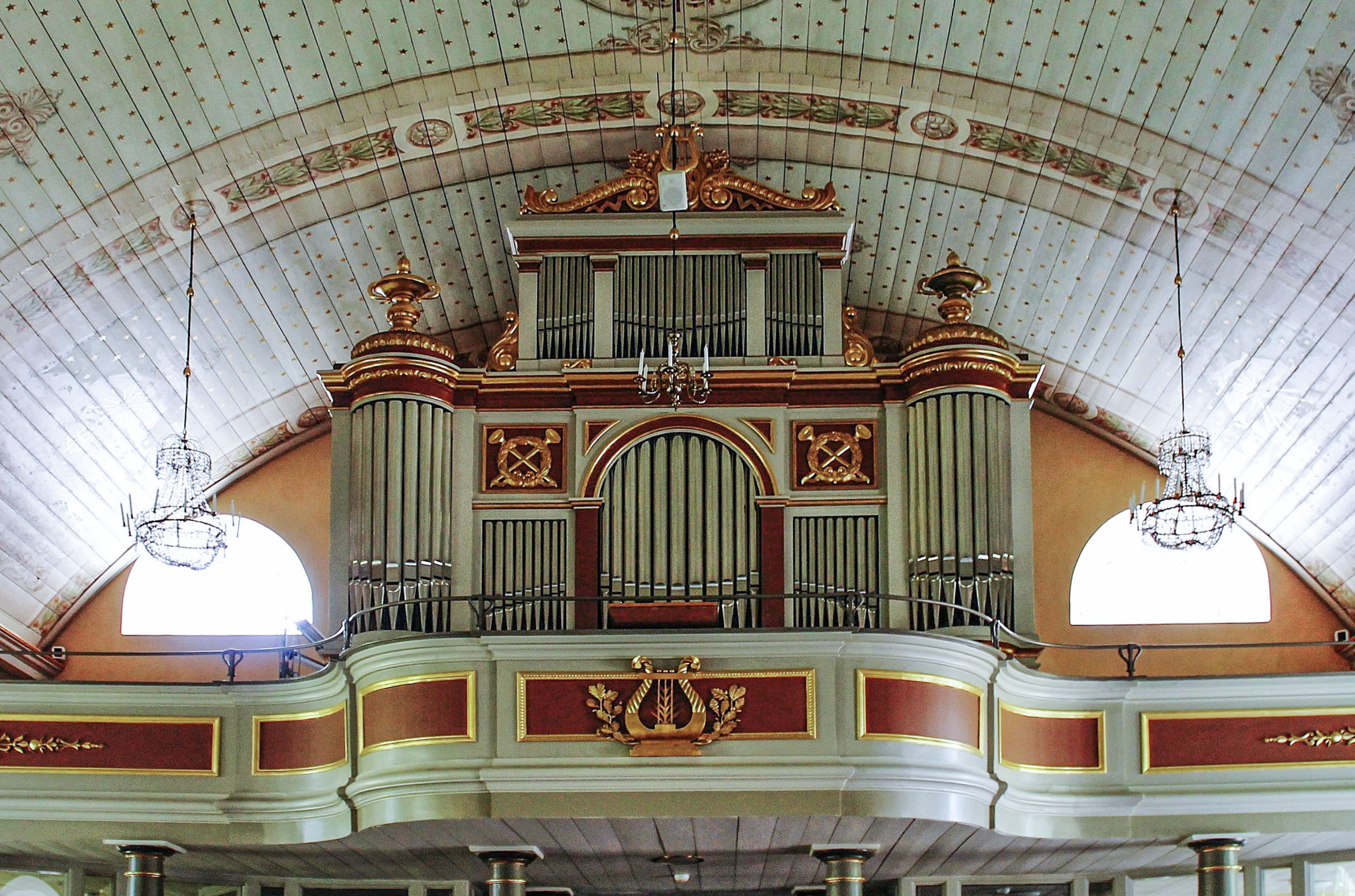
Läktarorgeln.
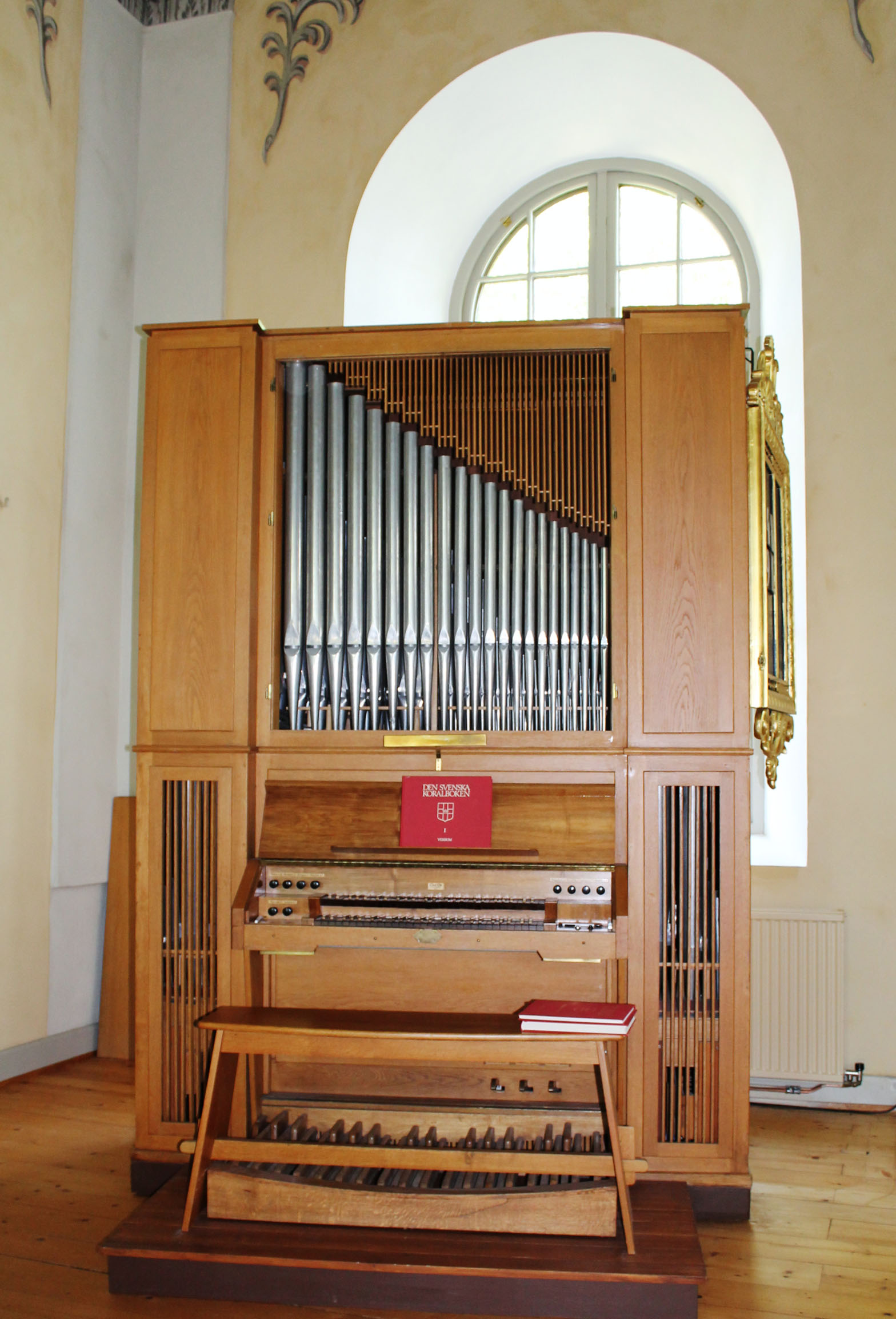
Kororgeln.
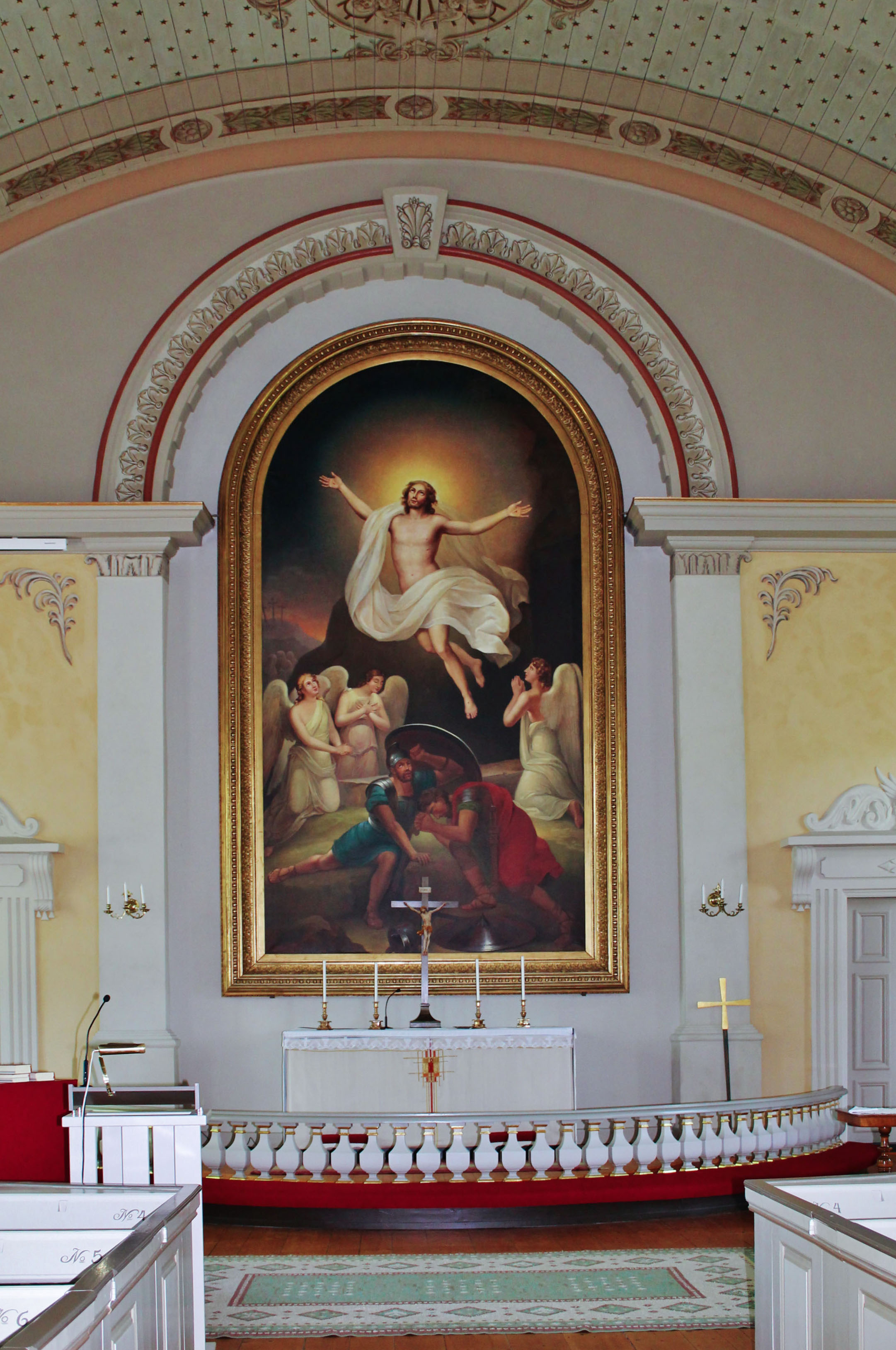
Altaruppställningen.
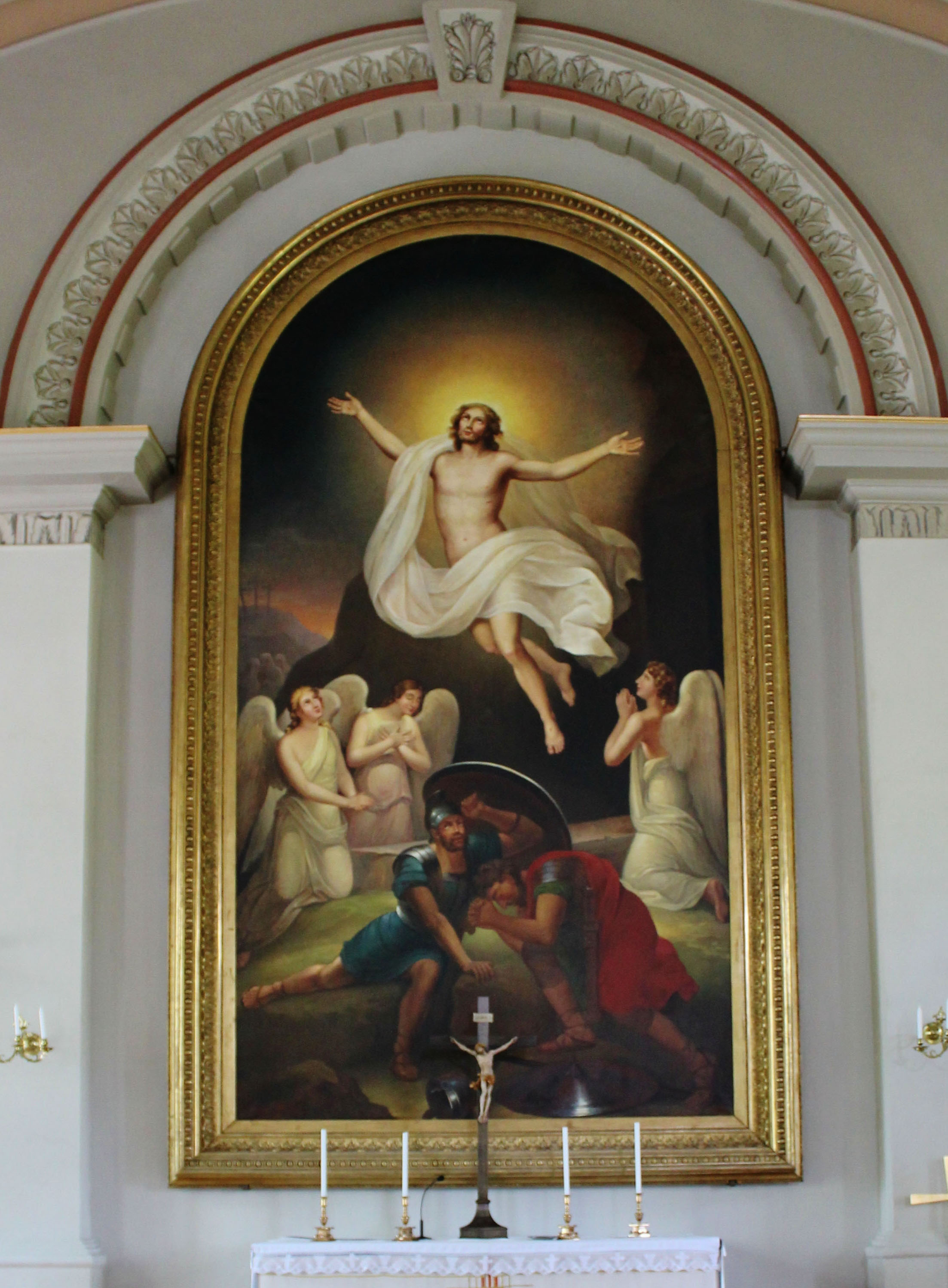
Altartavlan ”Kristi uppståndelse”, utförd av Ludvig Frid 1878.
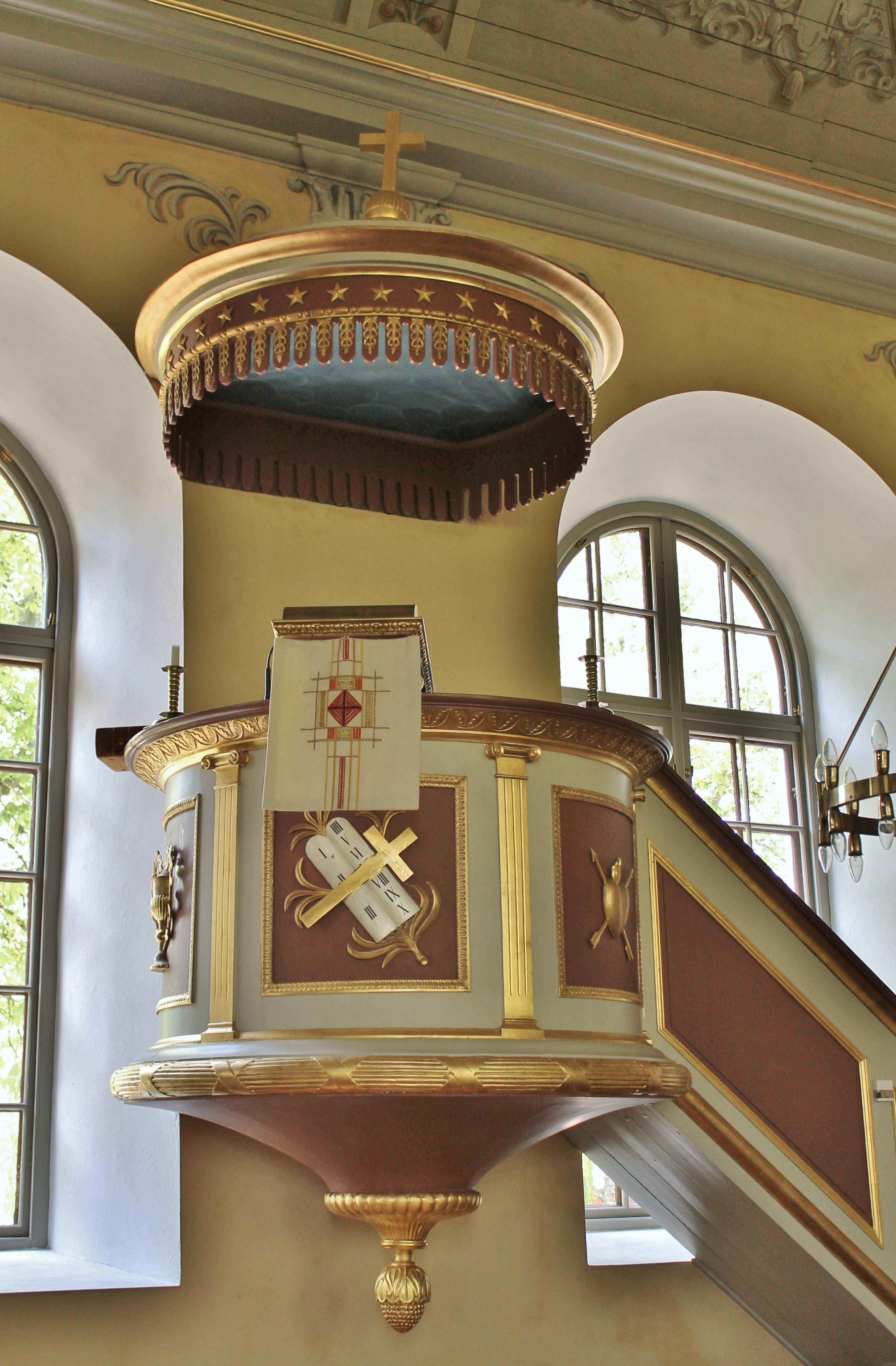
Predikstolen.
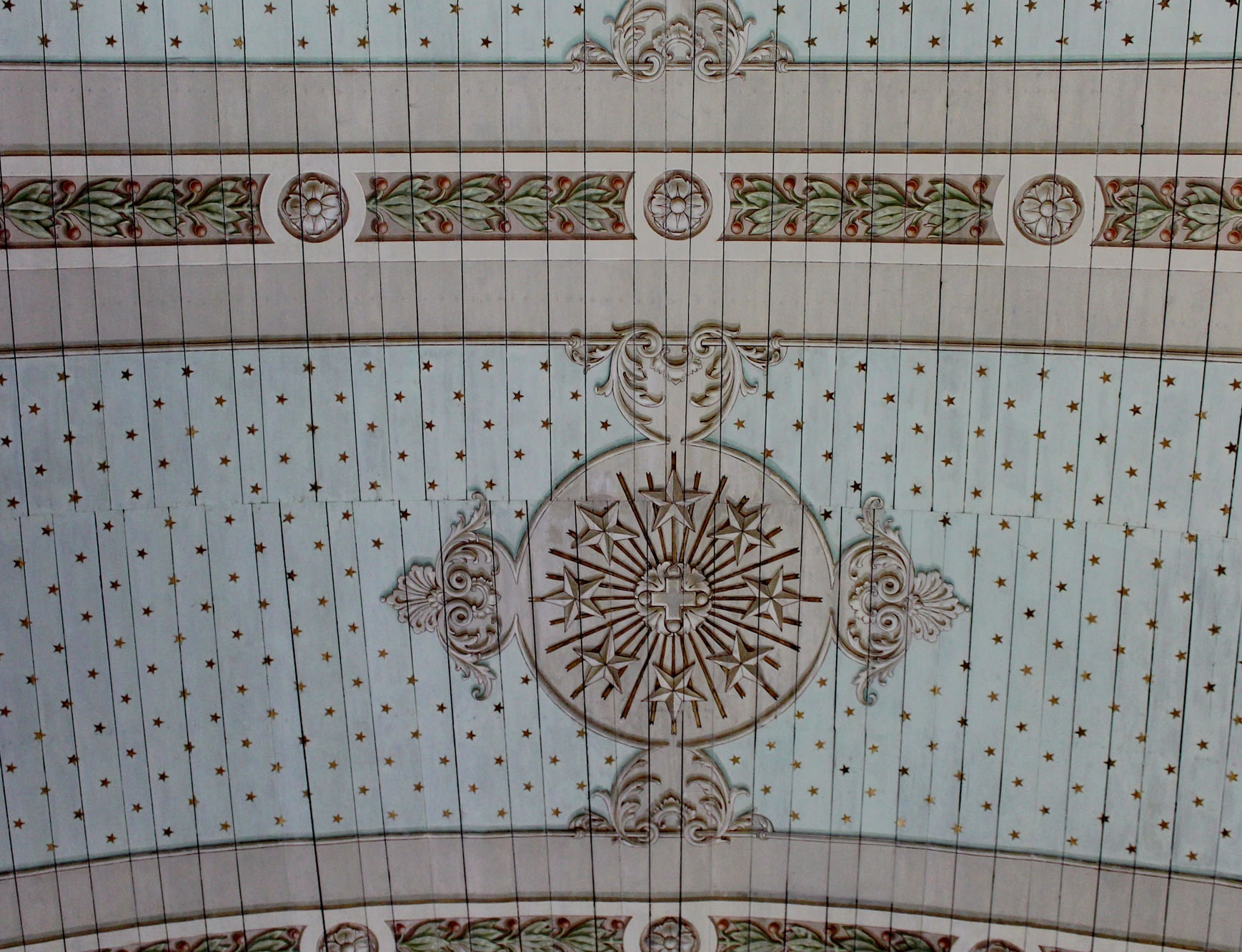
Kyrktakets dekor.